# Финера-Орт, Мари-Лора
Мари-Лора Финера-Орт (фр. Marie-Laure Phinéra-Horth, род. 28 июня 1957, Кайенна) — политик Французской Гвианы, сенатор с 2020 года. Мари-Лора была мэром Кайенны с 2010 по 2020 год.

## Биография
Мари-Лора Финера-Орт — логопед. Она дочь Стефана Финера-Орта, президента Генерального совета Гвианы с 1994 по 1998 год. 
В 1988 году она вступила в Социалистическую партию Гвианы (PSG), где в течение двух лет была казначеем. Она была избрана членом муниципального совета Кайенны в 1995 году, переизбрана в 2001 и 2008 годах. Она была шестым заместителем мэра Жан-Клода Лафонтена с 1995 по 2008 год, затем первым заместителем его преемника Родольфа Александра, который получил 4752 голоса на муниципальных выборах в марте 2008 года при поддержке UMP. Когда последний стал президентом регионального совета, 8 апреля 2010 года она была избрана его преемником на посту мэра.
При поддержке партий PSG и Вальвари в 2014 году она покинула лагерь движения «Гвиана 73» Родольфа Александра. 23 марта 2014 года она выиграла муниципальные выборы в первом туре, набрав 6976 голосов, или 69,75%. 28 марта она была официально вошла в муниципальный совет.
20 мая 2016 года она основала партию «Новые силы Гвианы» (NFG), действующую в основном в Кайенне. С тех пор в своих кампаниях она любит использовать розовый цвет (это также цвета её партии) и помещает свою фотографию в сердечки, что напоминает тему куклы Барби. 
Возглавив список коалиции NFG-Walwari-PSG-Guyane Écologie, она снова выиграла муниципальные выборы 2020 года, набрав 60,46% голосов. 
Она стала первой женщиной-сенатором от Гвианы 27 сентября 2020 года. Затем она присоединилась к группе РДПИ, группе президентского большинства.
В мае 2021 года на шоу Politik Hebdo она заявила, что не будет делать прививку от COVID-19.

## Основные инициативы
Мари-Лор Финера-Орт хочет быть в авангарде борьбы за права женщин, поскольку Гвиана является одним из французских департаментов, где уровень насилия в отношении женщин является самым высоким. В частности, ей удалось внести законопроект, расширяющий доступ женщин к обязанностям на государственной службе.
Она также участвовала в работе сенатской комиссии по определению важности заморских территорий во французской морской стратегии.